# حسن نیت رامانا
حُسن نیت رامانا 
(به تلوگویی: మర్యాద రామన్న) یک فیلم اکشن و کمدی-درام هندی محصول سال ۲۰۱۰ و به کارگردانی و نویسندگی اس. اس. راجامولی است. در این فیلم بازیگرانی همچون سونیل، سالونی اسوانی، ناجیندو، آنجو گوروارا، سوپرث ایفای نقش کرده‌اند. این فیلم که در ۲۳ ژوئیه ۲۰۱۰ اکران شد، با نقدهای مثبت منتقدان مواجه شد. و از نظر تجاری هم موفق شد. همچنین فیلم پسر سردار (۲۰۱۲) بازسازی این فیلم محسوب می‌شود.
هنگامی که راجامولی فیلم کمدی صامت باستر کیتون در سال ۱۹۲۳، مهمان‌نوازی ما را تماشا کرد، آن را بسیار دوست داشت و می‌خواست همان داستان را به روش خودش بازگو کند. او سعی کرد با سازندگان اصلی تماس بگیرد، اما متوجه شد که نویسندگان اصلی فیلم مدت‌هاست مرده‌اند و حق چاپ فیلم منقضی شده‌است زیرا بیش از ۷۵ سال از انتشار فیلم می‌گذشت. و کارگردان داستان را با سلیقه خود نوشت.

## داستان
رامو پسری فقیر از منطقه ای فقیر نشین. بعد از اخراج شدنش نامه ای دریافت می‌کند. نامه‌ای که نشان می‌دهد به او چند هکتار زمین در یک روستا ارث رسیده. او که برای فروش زمینش مشتاق است با قطار به روستا می‌رود و در راه عاشق یک دختر به اسم آپارنا که از اهالی همان روستاست می‌شود. اما نمی‌داند که پدر آپارنا مدتهاست منتظر اوست تا انتقام خون برادرش که توسط پدر رامو کشته شده از او بگیرد…